# Haloclava brevicornis
Haloclava brevicornis is een zeeanemonensoort uit de familie Haloclavidae.
Haloclava brevicornis is voor het eerst wetenschappelijk beschreven door Stimpson in 1856.